# TMEM176B
TMEM176B‏ (Transmembrane protein 176B) هوَ بروتين يُشَفر بواسطة جين TMEM176B في الإنسان.